# Rivalidad Portland Timbers–Seattle Sounders
La rivalidad entre Portland Timbers y Seattle Sounders, conocida como el Clásico de Cascadia (Cascadian Classic en inglés), es el partido que enfrenta a los dos equipos de fútbol con más aficionados en la región del Noroeste de los Estados Unidos. La rivalidad es anterior a los actuales equipos de ambas ciudades, ya que se remonta a la North American Soccer League, y desde entonces ha crecido hasta convertirse en una de las rivalidades más grandes y amargas del fútbol estadounidense. La rivalidad se ha extendido a través de varias ligas como la USL First Division, A-League (USA), North American Soccer League, y actualmente la Major League Soccer. De acuerdo a muchos jugadores, la rivalidad de Seattle-Portland es uno de los únicos y verdaderos derbis que está presente en el fútbol de los Estados Unidos. Alan Hinton, exjugador y entrenador inglés, parte fundamental de los Sounders, ha comparado la rivalidad a la observada en la Premier League de Inglaterra. La mayoría de los aficionados de toda la comunidad del fútbol de los Estados Unidos lo consideran como uno de los partidos con mayor tensión de la Major League Soccer por la importancia histórica de ambos equipos, sin importar en que posición del campeonato estén.

## Estadísticas
| Competición                                      | PJ | GS | E | GP | GolS | GolP |
| ------------------------------------------------ | -- | -- | - | -- | ---- | ---- |
| North American Soccer League                     | 20 | 13 | - | 7  | 33   | 18   |
| NASL Playoffs                                    | 1  | 0  | - | 1  | 1    | 2    |
| A League/USL First Division (2001-2008)          | 32 | 16 | 5 | 11 | 5    | 5    |
| A League/USL First Division Playoffs (2001-2008) | 4  | 3  | 0 | 1  | 5    | 2    |
| Major League Soccer                              | 3  | 1  | 1 | 1  | 5    | 5    |
| US Open Cup                                      | 4  | 2  | 1 | 1  | 5    | 5    |
| Total                                            | 78 | 47 | 8 | 27 | 81   | 50   |

- PJ: Partidos jugados, GP: Ganador Portland Timbers, GS: Ganador Seattle Sounders FC, E: Empate.
- GolP: Portland Timbers, GolS: Goles de Seattle Sounders.